# Nowokamienka (obwód saratowski)
Nowokamienka (ros. Новокаменка) – wieś (sieło) w Rosji, w obwodzie saratowskim, w rejonie rowieńskim. W 2010 liczyła 275 mieszkańców.